# Troj Dini
Troj Metju Dini (engl. Troy Matthew Deeney; 29. jun 1988) engleski je fudbaler koji igra na poziciji napadača i trenutno nastupa za Birmingem Siti.

## Spoljašnje veze
- Troj Dini na veb-sajtu  (jezik: engleski)
- Troj Dini na veb-sajtu  (jezik: engleski)